# سیارک ۱۶۱۲۲
سیارک ۱۶۱۲۲ (به انگلیسی: 16122 Wenyicai، نامگذاری:1999XW67) شانزده هزار و صد و بیست و دومین سیارک کشف شده‌است که در ۷ دسامبر ۱۹۹۹ کشف شد.
قدر مطلق سیارک برابر ۱۰.۲ است.